# Chamaecereus
Chamaecereus es un género de plantas suculentas perteneciente a la familia Cactaceae. Contiene 5 especies aceptadas.

## Descripción
Las especies de este género suelen tener un crecimiento bajo con tallos cilíndricos, delgados y de longitud variable. Son de color verde pálido y presentan areolas con espinas muy pequeñas que oscilan entre 12 y 15 unidades. 
Las flores son de color rojo a naranja, tienen forma de embudo y surgen en la parte superior de la areola. 

## Distribución
El área de distribución nativa de este género va desde Bolivia hasta el noroeste de Argentina.

## Taxonomía
El género fue descrito por los botánicos estadounidenses Nathaniel Lord Britton y Joseph Nelson Rose y publicado en el libro The Cactaceae; descriptions and illustrations of plants of the cactus family 3: 48 en 1922.

Etimología
Chamaecereus: nombre genérico que deriva de la palabra griega chamai (que significa 'en el suelo', 'pequeño' o 'enano'), y la palabra latina cereus (que se traduce como 'vela' o 'cirio'), haciendo alusión a su forma alargada perfectamente recta. Por tanto se puede traducir como 'cactus alargados que crecen muy cerca del suelo o de pequeño tamaño'.

## Especies aceptadas
Actualmente, el género Chamaecereus consta de 5 especies aceptadas según Plants of the World Online (POWO):
| Imagen | Nombre científico                              | Distribución                                            |
| ------ | ---------------------------------------------- | ------------------------------------------------------- |
|        | Chamaecereus luisramirezii Lodé & F.Carlier    | Noroeste de Argentina, Bolivia                          |
|        | Chamaecereus saltensis (Speg.) Schlumpb.       | Noroeste de Argentina (Salta)                           |
|        | Chamaecereus schreiteri (A.Cast.) Schlumpb.    | Noroeste de Argentina (Catamarca y noroeste de Tucumán) |
|        | Chamaecereus silvestrii (Speg.) Britton & Rose | Noroeste de Argentina (Tucumán)                         |
|        | Chamaecereus stilowianus (Backeb.) Schlumpb.   | Noroeste de Argentina (Tucumán)                         |